# Leah Harvey
Pour les articles homonymes, voir Harvey.
Leah Harvey Ferguson (née en 1995) est une actrice britannique. Son rôle de Salvor Hardin dans la série Foundation , lui a valu une nomination aux BAFTA .

## Enfance et éducation
Harvey naît le 21 juillet 1995 et grandit à Upton Park, dans l'est de Londres puis fréquente la Brampton Manor Academy (en) tout en suivant des cours de danse et d'art dramatique au Deborah Day Theatre School Trust grâce à une bourse. Harvey obtient ensuite un baccalauréat ès arts de la London Academy of Music and Dramatic Art.

## Carrière
En plus de son rôle principal dans la série Apple TV+ 2021 Foundation, les crédits d'écran d'Harvey incluent le film A24 2023 Tuesday,. Harvey apparaîtra dans la prochaine série télévisée Paramount+ et Showtime A Gentleman in Moscow, prévue en 2024 ,.
Parmi les rôles scéniques de Harvey figurent Hortense dans une production du National Theatre en 2019 de Small Island (en) , Lisa dans une production du Theatre Royal Stratford East (en) en 2022 de The Wonderful World of Dissocia (en) et Rosalinde dans une production @sohoplace (en) de As You Like It en 2022 ,.

## Vie privée
Harvey est non binaire, et préfère le pronom they (en langue anglaise) .

## Filmographie
Télévision
- 2019 : Les Misérables de Andrew Davies et Tom Shankland : Matelote

- 2021 : Foundation de David S. Goyer et Josh Friedman : Salvador Hardin
- 2024 : A Gentleman in Moscow de Amor Towles et Ben Vanstone : Marina Samarova

- 2024 : Sweetpea de Kirstie Swain et Ella Jones : Marina
- 2024 : The Assessment de Fleur Fortuné : Holly

Cinéma
- 2023 : Tuesday de Diana O. Pusić : l'infirmière Billie
- 2024 : The Assessment de Dave Thomas, Nell Garfath-Cox, John Donnelly et Fleur Fortuné : Holly

Théâtre
- 2019 : Small Island de Helen Edmundem et Andrea Levy : Hortense (Royal National Theatre)
- 2022 : The Wonderful World of Dissocia de Anthony Neilson : Lisa (Théâtre Royal Stratford Est)
- 2022 : As You Like It de William Shakespeare : Rosalind (@sohoplace)